# Кањано Амитерно (Л'Аквила)
Кањано Амитерно (итал. Cagnano Amiterno) је насеље у Италији у округу Л'Аквила, региону Абруцо.
Према процени из 2011. у насељу је живело 330 становника. Насеље се налази на надморској висини од 859 м.